# Левенштерны
Левенштерн (нем. von Löwenstern) — лифляндский баронский и дворянский род.

## Происхождение и история рода
Известен в 1380-х гг., первоначально его представители носили фамилию Ригеман (Риман; Rigemann, Rimann, Rynmann), были рижскими купцами и домовладельцами, избирались бургомистрами и членами Рижского совета. Генрих Риман (? — 1576) возведён императором Максимиллианом II в дворянское достоинство Священной Римской империи. Его братья Бернард, Дитрих и Паламед Риманы получили дворянство в 1596 от короля Речи Посполитой Сигизмунда III.
Иоахим Риман старший (? — 1568), жил в Риге с 1537. Его сын Иоахим Риман младший (? — 1562), также имел сына Иоахима и внуков — Христофера (? − 1658) и Дитриха (1611 — 56). Последние состояли на шведской службе и в 1650 получили от королевы Христины шведское дворянство, фамилию Левенштерн (швед. Leijonstierna, Loewenstern) и герб. Потомки Дитриха Левенштерна. образовали лифляндскую ветвь рода, владели поместьями Ней-Антцен, Валенхоф, Зонтак, Бинкенхоф. Одна из линий этого рода в 1720 получила баронский титул. Из представителей баронской ветви рода наиболее известны И. И. Левенштерн и К. Ф. Левенштерн.
Сын Христофера — Христофер II (1644—1695) был рижским советником, внук — Христофер III (1683—1724) — президентом рижской коммерц-коллегии и рижским советником. Сын последнего — Иоганн (1716—1781) женился в 1743 на Барбаре Софии фон Бреверн (1725—1770) — наследнице поместий Разик и Кампен в Эстляндии. Эти поместья унаследовал их сын Герман Людвиг Иоганн (1748—1815), эстляндский губернский предводитель дворянства, президент Эстляндской евангелическо-лютеранской консистории (1803-15), владевший также имениями Аллафер, Валькулль и Эндель. Был женат на баронессе Гедвиге-Маргарите Сталь фон Гольштейн (1756—1799).
Из шести их сыновей наиболее известен В. И. Левенштерн. Его брат — Ермолай Иванович (Герман Людвиг) (1777—1836), военный моряк, капитан 2-го ранга в отставке (1816), участвовал в кругосветном плавании на шлюпе «Надежда» под началом капитан-лейтенанта И. Ф. Крузенштерна. Был женат на Вильгельмине Ульрике Агнес фон Эссен (1795—1862). Третий брат — Георг Генрих (1786—1856), генерал-майор, дипломат, владелец имения Эндель. Четвёртый брат — Карл Иоганн Эрнст (1774 − 1805). Пятый брат — Иван Иванович. Шестой брат — Теодор умер молодым.
Военным моряком был и сын Е. И. Левенштерна — Владимир Ермолаевич (Готард Вольдемар) (1822—1865), капитан 2-го ранга в отставке (1860). Во время Крымской войны 1853-56 участвовал в обороне Севастополя (сражался на 4-м бастионе, в июне 1855 был контужен в голову). Опубликовал
в журнале «Морской сборник» статью «Способ исчисления курса дрейфа» (1858). Был женат на Ольге Эвенгоф (Ewenhof).
- Левенштерн, Владимир Иванович (1777—1858) — барон, генерал-майор, военный писатель.
- Левенштерн, Иван Иванович (1790—1837) — генерал-майор, наказной атаман Астраханского казачьего войска.
- Левенштерн, Карл Фёдорович (1771—1840) — российский командир эпохи наполеоновских войн, генерал от артиллерии.

## Описание гербов
Золотой лев на голубом поясе с двумя золотыми 6-конечными звёздами.
В щите, скошенном слева зеленью и золотом, лев переменных финифти и металла, с червлеными глазами и языком. Щит увенчан дворянским коронованным шлемом. Нашлемник: золотая шестиконечная звезда между двух черных орлиных крыльев. Намет: зелёный с золотом. Девиз: «ЦАРЮ И БЛИЖНИМ» золотыми буквами на зелёной ленте. Герб Левенштерна внесен в Часть 18 Общего гербовника дворянских родов Всероссийской империи, стр. 76.